# Nyasaland
Nyasaland (Engels: Nyasaland Protectorate) was vanaf 1907 een Brits protectoraat in Afrika, waarvan het grondgebied overeenkomt met het huidige Malawi. Het was daarvoor onderdeel van een veel groter gebied in Centraal-Oost-Afrika, dat in 1891 onder Brits koloniaal bestuur was gekomen als het Brits Centraal-Afrikaans Protectoraat (British Central Africa Protectorate), dat ook het latere Zuid-Rhodesië (het huidige Zimbabwe) en Noord-Rhodesië (het huidige Zambia) omvatte. In 1907 werd Nyasaland daarvan afgesplitst. Nyasaland was genoemd naar het Nyasameer (tegenwoordig: Malawimeer). Het woord Nyasa betekent in het Yao 'meer'.
In 1912 richtten een aantal voormannen de North Nyasa Native Association (NNNA) op. Deze ijverde binnen de bestaande structuren voor betere leefomstandigheden voor de arbeiders op de plantages en in de mijnen. In 1915 kwam de evangelist John Chilembwe in opstand tegen het Britse gezag. De opstand werd evenwel neergeslagen, waarbij Chilembwe werd gedood.
In Nyasaland heerste net zoals in de naburige gebieden een apartheidsregime. Tijdens de Tweede Wereldoorlog werd het Nyasaland African Congress (NAC) opgericht met als doel zelfbestuur en (later) onafhankelijkheid.
In 1953 ging Nyasaland deel uitmaken van de Federatie van Rhodesië en Nyasaland. Het in 1958 opgerichte Malawi National Congress (MNC) verzette zich echter tegen deze federatie, die in 1963 weer uiteenviel.
In 1964 werd Nyasaland onafhankelijk onder de naam Malawi.